# Збоншинек
Збоншинек (пољ. Zbąszynek) је град у Пољској у Војводству Лубушком у Повјату świebodziński. Према попису становништва из 2011. у граду је живело 5.052 становника.

## Становништво
Према прелиминарним подацима са пописа, у граду је 2011. живело 5.052 становника.
| 2002. | 2011. | 2012. |
| ----- | ----- | ----- |
| 5.132 | 5.052 | 5.082 |

## Партнерски градови
- Пајц